# Untere Butzmühle
Koordinaten: 51° 6′ 22″ N, 8° 47′ 1″ O
Die Untere Butzmühle ist eine Wassermühle an einem von der Nuhne an deren linker, nördlicher Seite abgezweigten Mühlgraben in der Gemarkung von Viermünden, einem Stadtteil von Frankenberg (Eder) im nordhessischen Landkreis Waldeck-Frankenberg.

## Lage
Sie liegt auf 292 m Höhe etwa 3,2 km nordwestlich von Viermünden, an der Grenze zur Gemarkung von Schreufa, und etwa 5,5 km nordwestlich der Kernstadt Frankenberg. Die Landesstraße 3076 von Sachsenberg im Norden nach Schreufa im Süden führt unmittelbar östlich vorbei. Die Obere Butzmühle liegt etwa 1,2 km weiter nordwestlich am Südufer der Nuhne.

## Geschichte
Die Mühle steht unweit der um die Mitte des 14. Jahrhunderts wüst gefallenen Dorfsiedlung Butzebach. Dort stiftete im Jahre 1242 Konrad von Itter (* 1185, † 1242) ein Nonnenkloster, das aber bereits 1245 an die Stelle der Wüstung Hadebrandsdorf unterhalb von Frankenberg verlegt wurde und dort als Kloster St. Georgenberg bis zur Reformation bestand. Im Jahre 1249 erwarb der Konvent von St. Georgenberg die Mühle käuflich, und 1261 verzichtete auch Widekind, Vogt von Keseberg, auf seine Rechte und Ansprüche an der Mühle. Als Johann von Hohenfels 1393 dem Landgrafen Hermann II. von Hessen seinen Anteil am Gericht Viermünden zu Lehen auftrug und diesen sodann als Mannlehen empfing, schloss dies auch den Dienst der oberen und unteren Mühle an der Nuhne mit ein.
Im Jahre 1780 gehörte die Untere Butzmühle dem landgräflichen Förster, war aber keine Bannmühle; zum Mahlen kamen die Leute aus Sachsenberg und Hommershausen sowie vom Hof Rodenbach. In dieser Zeit hatte die Mühle zwei oberschlächtige Mahlgänge, einen Schlaggang und einen Walkstock. Im 20. Jahrhundert besaß die Mühle vier oberschlächtige Wasserräder, die 1948 durch eine Turbine ersetzt wurden. Betrieben wurden zwei Mahlgänge, eine Kreissäge, ein Gatter und eine Ölmühle, später nur noch ein Generator.

## Kulturdenkmal
Der heutige Gebäudebestand ist als Kulturdenkmal nach § 2 Absatz 1 Hessisches Denkmalschutzgesetz aus geschichtlichen Gründen in das Denkmalverzeichnis des Landes Hessen eingetragen. Er besteht prinzipiell aus einem zum Hof traufständigen, zweistöckigen Wohnhaus und einer traufständigen Scheune auf der gegenüberliegenden Hofseite. Das Wohnhaus besteht aus einem älteren Sockelgeschoss mit zum Hof aus lagenhaft vermauerten Sandsteinen und an den Giebelseiten aus Bruchsteinen erbautem Mauerwerk und einem im späteren 19. Jahrhundert darauf errichteten Fachwerkobergeschoss. Alle Fenster im Erdgeschoss sind mit sorgfältig gearbeiteten Werksteinlaibungen versehen, ebenso die zweiflügelige Eingangstür in der Mitte des Baus. Eine links daneben befindliche weitere Tür ist der Zugang zu einem hoch gelegenen Keller. Das Obergeschoss und die Giebel sind stockwerkweise abgezimmert und werden durch geschosshohe Streben ausgesteift. Dem Wohnhaus gegenüber liegt die große, teilweise zweigeschossige Fachwerkscheune aus der Zeit um 1800.